# Божимовиці
Божимовиці (пол. Borzymowice) — село в Польщі, у гміні Хоцень Влоцлавського повіту Куявсько-Поморського воєводства.
Населення — 314 осіб (2011).
У 1975-1998 роках село належало до Влоцлавського воєводства.

## Демографія
Демографічна структура станом на 31 березня 2011 року:
|          | Загалом | Допрацездатний вік | Працездатний вік | Постпрацездатний вік |
| -------- | ------- | ------------------ | ---------------- | -------------------- |
| Чоловіки | 151     | 33                 | 100              | 18                   |
| Жінки    | 163     | 32                 | 88               | 43                   |
| Разом    | 314     | 65                 | 188              | 61                   |